# Rouge Bonbon
 (mai 2020).
Rouge Bonbon (キャンディーの色は赤, Candy No Iro Wa Aka) est un manga de Kiriko Nananan. Paru au Japon en 2007, chez Shodensha.

## Chapitre
- Eté 2004
- Ramones punk
- Treize années
- Baignade sous-marine
- Mari amoureuse
- Hiver, dimanche, fin de journée
- La nuit, un bref instant, réaliser qu'on n'est pas seul
- Concubinage catastrophe
- 4 juillet, 12 août, Tôkyô, une jungle que j'aime
- Je vais changer. C'est décidé.
- Un garçon plus jeune, une fille plus âgée
- Double de clés
- L'arnaque du suicide heureux
- Lettre d'amour
- Vans sk8-hi
- Bonheur
- C'est pas vrai que tout se joue au début d'une relation.
- Eté 2006